# The Pursuers
The Pursuers è una serie televisiva britannica in 39 episodi trasmessi per la prima volta nel corso di una sola stagione dal 1961 al 1962.
È una serie del genere poliziesco incentrata sui casi dell'ispettore John Bollinger di Scotland Yard che li risolve con l'auto del suo cane da pastore tedesco.

## Personaggi e interpreti
- Detective Ispettore John Bollinger (39 episodi, 1961-1962), interpretato da Louis Hayward.
- Detective Sergente Steve Wall, interpretato da Gaylord Cavallaro.
- Lisa (2 episodi, 1961-1962), interpretata da Sandra Dorne.
- Frank (2 episodi, 1961), interpretato da Robert Gallico.
- Carter (2 episodi, 1961), interpretato da Frank Sieman.
- Clip Halsey (2 episodi, 1961), interpretato da Paul Stassino.
- Padre Madden (2 episodi, 1961), interpretato da Dermot Walsh.

## Produzione
La serie, creata da Donald Hyde, fu prodotta da Crestview Productions e girata negli Associated British Elstree Studios a Borehamwood in Inghilterra. Il tema musicale The Pursuers fu composta da Malcolm Lockyer.

### Registi
Tra i registi sono accreditati:
- Norman Harrison in 3 episodi (1961)
- Robert Lynn in 2 episodi (1961)
- Wilfred Eades in un episodio (1961)
- Peter Bezencenet
- David Eady

### Sceneggiatori
Tra gli sceneggiatori sono accreditati:
- Jane Baker in un episodio (1961)
- Pip Baker in un episodio (1961)
- Donald Hyde in un episodio (1961)
- Philip Levene in un episodio (1961)
- Dermot Quinn in un episodio (1961)
- John Warwick in un episodio (1961)
- Basil Dawson
- Leonard Fincham

## Distribuzione
La serie fu trasmessa nel Regno Unito dal 1961 al 1962 sulla rete televisiva ABC Weekend Television della Associated British Corporation. È stata distribuita anche in Finlandia con il titolo Poliisikoira.

## Episodi
| Stagione       | Episodi | Prima TV Regno Unito |
| -------------- | ------- | -------------------- |
| Prima stagione | 39      | 1961-1962            |